# Drosophila hirtipes
Drosophila hirtipes är en tvåvingeart som beskrevs av Lamb 1914. Drosophila hirtipes ingår i släktet Drosophila och familjen daggflugor.
Artens utbredningsområde är Seychellerna.